# Nikolaj Frederik Severin Grundtvig
Nikolaj Frederik Severin Grundtvig (Dánia, Udby, 1783. szeptember 8. – Koppenhága, 1872. szeptember 2.) dán író, költő, történész, reformátor, lutheránus lelkész.

## Életrajza

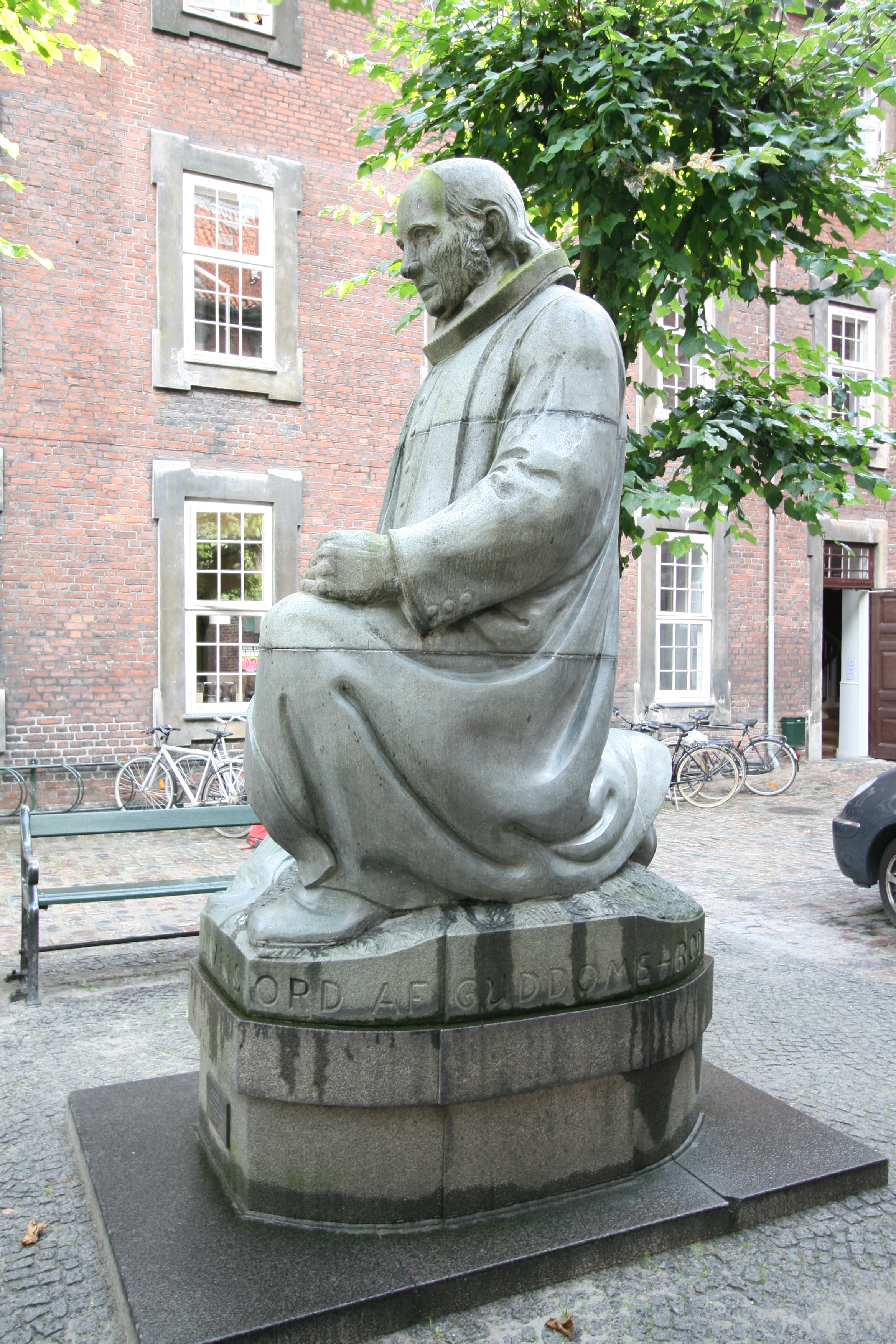
N.F.S.Grudtvig szobra Koppenhágában

Nikolaj Frederik Severin Grundtvig az úgynevezett "Pünkösdi költő" 1783. szeptember 8-án született a Dániai Udby-ban. Apja azon kevés evangélikus lelkész egyike volt, aki hű maradt az evangéliumi igazsághoz, amelyet a racionalizmus fenyegetett. Családjában igazi keresztény vallásosság uralkodott. A Koppenhágai Egyetemen tanult, itt érte az 
"új teológia" hatása. Feladta törekvéseit. Hamarosan látni kezdte az emberek szellemi szegénységét.
A 20 éves korában szerzett diplomát teológiából a Koppenhágai egyetemen (University of Copenhagen). Az egyetemen főképp a költészet és a skandináv mitológia érdekelte. Könyve, az Észak mitológiája 1808 körül jelent meg.
1810-ben, egy fiúiskolában tanította a történelmet, Grundtvigot apja (aki beteg volt) arra kérte, hogy jöjjön Udbyba, és legyen az asszisztense. Grundtvig elfogadta apja felkérését 1813-ban, apja halála után is ott maradt. Két prédikációja miatt végül 1826-ban elhagyta a szószéket és csak 1839-ben térhetett vissza a következő 33 évre, 1872-ben bekövetkezett haláláig. Élete során szerzője több mint 1000 himnusznak.

## Munkássága
Nikolai Frederik Severin Grundtvig karrierje időnként viharos és ellentmondásos volt. Gyakran támadta a teológiai álláspontokat. Többnyire a himnuszokkal, az egyházzal és a szentségekkel foglalkozott. Elsősorban himnuszokat írt, amelyek közül néhány igen mély teológiai témát tartalmazott, himnuszaiban folyamatosan hangsúlyozta az Isten Igéjét, mint az egyetlen szabályt, és irányítót a hívők számára.

## Fő munkája
- Észak mitológiája (1808)

## Magyarul
- Ebbe Kløvedal Reichː Napsütés és villámlás. Grundtvig, és az élethez írt dalai. A népfőiskola atyja, N. F. S. Grundtvig (1783–1872) életrajza, 50 versével egyetemben; ford. Lázár Ervin János, Muzsay András; Budapest Környéki Népfőiskolai Szövetség, Szentendre, 2010